# Trịnh Duy Thuân
Trịnh Duy Thuân (?- 1542) là tướng lĩnh cuối thời Lê sơ, đầu thời Lê Trung hưng trong lịch sử Việt Nam.

## Thời Lê sơ
Trịnh Duy Thuân là cháu của Trịnh Khắc Phục, công thần khai quốc tham gia cuộc khởi nghĩa Lam Sơn, người sách Thủy Chú, huyện Lôi Dương, nay là huyện Thọ Xuân, tỉnh Thanh Hóa.
Cuối thời Lê Chiêu Tông, Trịnh Duy Thuân làm tướng dưới quyền Trịnh Tuy. Lúc đó triều đình Hậu Lê nghiêng ngả vì các cuộc nổi dậy của nông dân và việc tranh chấp quyền hành giữa các tướng. Trịnh Duy Thuân được sai trấn thủ Thanh Hóa.
Tháng 7 năm 1522, Lê Chiêu Tông trốn khỏi kinh thành Thăng Long, ra ngoài phát chiếu cần vương kêu gọi đánh quyền thần Mạc Đăng Dung. Trịnh Duy Thuân theo Trịnh Tuy ra bắc ủng hộ Chiêu Tông cùng các trấn khác. Nhưng một số người tranh quyền với Trịnh Tuy nên xui Chiêu Tông giết một thuộc tướng của Tuy. Vì vậy Trịnh Tuy bất bình, không hợp tác với các tướng ở vùng kinh kỳ mà nuôi ý định một mình nắm lấy Chiêu Tông.
Giờ Thân ngày 18 tháng 10 năm 1522, Trịnh Tuy cùng Trịnh Duy Thuân nói phao là đi xem mặt bằng để dựng doanh trại trấn thủ ở xã Dịch Vọng và đóng dinh ở đó lúc tối. Tảng sáng hôm sau, ông cùng với Trịnh Tuy phục quân ở Dịch Vọng, bắn ba tiếng súng, đem quân reo hò ầm ĩ. Quân Trịnh Tuy đụng độ với thân binh của Chiêu Tông, tướng của Chiêu Tông là Lê Hữu Trung bị tử trận. Quân Trịnh Tuy thế mạnh uy hiếp, bắt vua Chiêu Tông về Thanh Hoa.
Mạc Đăng Dung mang quân vào đánh Thanh Hóa. Lê Chiêu Tông sai Trịnh Duy Thuân bảo vệ hoàng tử Lê Ninh, còn mình mang quân ra đón đánh Mạc Đăng Dung.
Lê Chiêu Tông thua trận, bị Đăng Dung bắt mang về Thăng Long giam lỏng. Trịnh Duy Thuân mang hoàng tử Ninh chạy trốn sang Ai Lao.
Năm 1526, Mạc Đăng Dung giết Chiêu Tông. Đầu năm sau, Đăng Dung giết nốt em vua là Lê Cung Hoàng và cướp ngôi nhà Lê và sai người lùng con cháu nhà Lê. Trịnh Duy Thuân hết sức che chở cho Lê Ninh.

## Thời Lê trung hưng
Nguyễn Kim khởi binh chống nhà Mạc, sai người tìm kiếm con cháu nhà Lê. Trịnh Duy Thuân cùng em là Trịnh Duy Liêu tập hợp những người dân trung thành với nhà Lê, về với Nguyễn Kim và cùng nhau lập Lê Ninh lên làm vua, tức là Lê Trang Tông.
Thực lực còn yếu không đủ chống lại nhà Mạc, Nguyễn Kim và Trịnh Duy Thuân sai Trịnh Duy Liêu vượt biển sang Trung Quốc cầu viện nhà Minh.
Minh Thế Tông sai Mao Bá Ôn và Cừu Loan mang quân áp sát biên giới Đại Việt, buộc Mạc Đăng Dung phải tự trói mình xin hàng ở đầu địa giới. Nhà Minh vì những khó khăn trong nước, không chủ định đánh sang Đại Việt nên cho nhà Mạc đầu hàng, không giúp nhà Lê.
Nguyễn Kim và Trịnh Duy Thuân tập hợp lực lượng và lương thảo, mang quân về nước đánh nhà Mạc. Trong khi Nguyễn Kim làm tướng ra trận, Trịnh Duy Thuân lo việc hậu cần ở thượng du, sửa soạn binh mã, luyện quân, cùng các thủ hạ đi dụ người Lạo giúp nhà Lê.
Năm 1542, Trịnh Duy Thuân mất khi cuộc chiến tranh Lê-Mạc đang giằng co, không rõ năm đó ông bao nhiêu tuổi.